# مقاطعة بونتوتوك (ميسيسيبي)
مقاطعة بونتوتوك هي مقاطعة في مسيسيبي، بلغ عدد سكانها 29٬957  نسمة، في 2010، عاصمتها بونتوتوك، تبلغ مساحتها 1٬298 كيلومتر مربع.

## الموقع
تشترك في الحدود مع:
- مقاطعة يونيون
- مقاطعة تشيكاساو.

## التقسيمات الإدارية
- بونتوتوك.